# Biosphärenreservat Riding Mountain
Das Biosphärenreservat Riding Mountain (englisch Riding Mountain Biosphere Reserve, französisch Réserve de la biosphère du Mont-Riding) ist ein im Jahr 1986 von der UNESCO, im Rahmen des Programms Der Mensch und die Biosphäre (englisch Man and the Biosphere Programme (MAB)), anerkanntes Biosphärenreservat. Es liegt im Südwesten der kanadischen Provinz Manitoba, südlich der Kleinstadt Dauphin. Zum Kerngebiet des Biosphärenreservates gehört der Riding-Mountain-Nationalpark.
Das Biosphärenreservat Riding Mountain ist eines von derzeit 19 Biosphärenreservaten in Kanada und ist, zusammen mit dem Biosphärenreservat Long Point, das drittälteste der kanadischen Biosphärenreservate. Außerdem ist es das einzige Schutzgebiet dieser Art in Manitoba.